# بيرنارد جويتزكا
بيرنارد جويتزكا (بالألمانية: Bernhard Goetzke)‏ هو ممثل ألماني، ولد في 5 يونيو 1884 في بولندا، وتوفي في 7 أكتوبر 1964 في ألمانيا.

## أعمال

### أفلام
- (1932) الفارس الأسود
- (1940) اليهودي سوس

## وصلات خارجية
- بيرنارد جويتزكا على موقع IMDb (الإنجليزية)
- بيرنارد جويتزكا على موقع ألو سيني (الفرنسية)
- بيرنارد جويتزكا على موقع تيرنر كلاسيك موفيز (الإنجليزية)
- بيرنارد جويتزكا على موقع أول موفي (الإنجليزية)
- بيرنارد جويتزكا على موقع قاعدة بيانات الأفلام السويدية (السويدية)
- بيرنارد جويتزكا على موقع قاعدة بيانات الفيلم (الإنجليزية)
- بيرنارد جويتزكا على موقع كينوبويسك (الروسية)